# Iets met boeken
Iets met boeken was een boekenprogramma van de VPRO en de VRT waarin Jan Leyers en Leon Verdonschot een schrijver presenteren uit Nederland en Vlaanderen. In het eerste seizoen werd een verband gezocht tussen beide literatoren. Het tweede seizoen was oppervlakkiger en werd vanaf november 2009 op zondagavond om 23u15 op Canvas uitgezonden.

## Afleveringen

### Seizoen 1
1. Naema Tahir en Dimitri Verhulst (41 min)
2. Charlotte Mutsaers en Annelies Verbeke (40 min)
3. Herman Brusselmans en Kader Abdolah (39 min)
4. Lieve Joris en Frank Westerman (39 min)
5. Ilja Leonard Pfeijffer en Kristien Hemmerechts (39 min)

### Seizoen 2
1. P.F. Thomése en Christophe Vekeman (31 min)
2. Jeroen Olyslaegers en Thomas Rosenboom (62 min)
3. Hafid Bouazza en Elvis Peeters (30 min)
4. Saskia De Coster en Bas van Putten (30 min)
5. Joost Vandecasteele en Manon Uphoff (29 min)